# Belgien i olympiska vinterspelen 2006
Belgien deltog med fyra deltagare vid de olympiska vinterspelen 2006 i Turin. Ingen av landets deltagare erövrade någon medalj.